# Круглое (Угловский район)
Круглое — село в Угловском районе Алтайском крае. Административный центр Круглянского сельсовета.

## История
Основано в 1877 году. В 1928 г. село Кругленское состояло из 560 хозяйств, основное население — украинцы. Центр Кругленского сельсовета Рубцовского района Рубцовского округа Сибирского края.

## Население
| 1926 | 1997 | 1998 | 1999 | 2000 | 2001 | 2002 |
| ---- | ---- | ---- | ---- | ---- | ---- | ---- |
| 3001 | ↘867 | ↗875 | ↗880 | ↗885 | ↘868 | ↘806 |
| 2003 | 2004 | 2005 | 2006 | 2007 | 2008 | 2009 |
| ↗821 | ↗829 | ↘788 | ↗807 | ↘803 | ↘801 | ↗808 |
| 2010 | 2011 | 2012 | 2013 |      |      |      |
| ↘765 | ↘763 | ↘740 | ↘731 |      |      |      |